# Somerset (Pennsylvania)
Somerset település az Amerikai Egyesült Államok Pennsylvania államában, Somerset megyében, melynek megyeszékhelye is. Lakosainak száma 6048 fő (2020. április 1.).

## Népesség
A település népességének változása:

| 2010 | 6 277 |
| 2020 | 6 048 |